# Neno Rogošić
Neno Rogošić (* 2. September 1973 in Helsingborg) ist ein ehemaliger kroatischer Fußballspieler.

## Sportlicher Werdegang
Rogošić spielte in Kroatien für NK Zadarkomerc Zadar und Uskok Klis, ehe er sich 1998 nach dessen Rückkehr in den Profifußball dem SSV Ulm 1846 anschloss. Für diesen spielte er in der Saison 1998/99 in der 2. Bundesliga. Dabei gelangen ihm, der ausschließlich als Joker eingesetzt wurde, in zwölf Spielen zwei Tore.
Am Ende der Saison wechselte Rogošić in die Regionalliga Süd zum VfR Aalen, der gerade aus der Oberliga aufgestiegen war. 191 Ligaspiele und 75 Treffer bedeuten für ihn jeweils Platz 1 in der Regionalliga-Bestenliste des Vereins. Er blieb dem Verein bis 2005 treu, ehe er zum Ligakonkurrenten SC Pfullendorf wechselte. Für die Pfullendorfer war er drei Jahre tätig, bis er als 34-Jähriger zum FC Singen 04 in die Landesliga Südbaden wechselte. Zur Saison 2011/12 wechselte Rogosic zum FC Radolfzell. Zur Saison 2012/13 ging er zum HSK Croatia Singen (Kreisliga A Staffel 1 Bodensee). Im November 2014 wurde er Spielertrainer in der Landesliga Südbaden beim VfR Stockach. Im letzten Heimspiel der Saison 2014/15, in dem der Abstieg vermieden wurde, schoss er das Tor zum 3:3 (Endstand 6:3 für Stockach) und ist somit einer der ältesten Torschützen der Landesliga Südbaden.
2018 übernahm Neno Rogosic zum zweiten Mal den Trainerposten beim Bezirksligisten CFE Independiente Singen.